# メアリー・ロビンソン
メアリー・ロビンソン（Mary Robinson、1944年5月21日 - ）は、アイルランド共和国第7代大統領（在任：1990年 - 1997年）、国際連合人権高等弁務官（在任：1997年 - 2002年）、並びに国際法律家委員会委員長（在任：2008年 - 2010年）。アイルランド最初の女性大統領であり、同時に史上最も成功した大統領とされる。

## 経歴
メイヨー県バリナーに生まれた。ダブリン大学トリニティーカレッジを卒業後、法廷弁護士資格を取得し、25歳でダブリン大学トリニティーカレッジ刑法学講師となる。1968年ハーバード・ロー・スクールよりLL.M.の学位を取得。1970年に著述家のニコラス・ロビンソン（当時学生）と結婚する。カトリックの家庭出身者にもかかわらずプロテスタントの信仰を持つ男性と結婚したため、実家とは断絶状態になる。1969年から1989年まで20年にわたってダブリン大学代表としてアイルランド議会上院議員を務め、各種委員を歴任した。1979年から1983年まではダブリン市会議員も務めた。
1990年、労働党に擁立されて大統領選挙に出馬、労働党からは初めて当選した。同年12月3日、アイルランド共和国第7代大統領に就任する。1970年代からイギリスが統治する北アイルランドをめぐってIRA暫定派が活発なテロ活動を展開しており、1990年代に入ってもロンドンにおいてしばしば爆弾テロが起こった。アイルランド政府は北アイルランドの平和的統合をめざし、テロ活動を禁圧するため、英国政府と協力、1993年12月に英国との和平案を成立させ、1994年8月にIRA暫定派も停戦を表明した。しかし和平交渉が停滞すると、再びテロが始まり、1997年7月から和平交渉を再開した。ロビンソン大統領の任期は北アイルランド問題対策に明け暮れた。その一方で、1992年にはソマリア危機の直後に同国を訪問、1994年には大虐殺のあったルワンダを訪問し、国連などの場で人権を訴え続けた。
アイルランド共和国において大統領はほとんど実権のない事実上の名誉職であり、上記のアイルランドをめぐる政治的な動きにはロビンソンは直接的には全く関係はないが、しかしその海外歴訪やリベラルな政治姿勢や演説により、国内外で非常に好感度をもって迎えられ、またカトリックの支配する保守的な男性社会であったアイルランドのイメージを変えた存在として、アイルランド国内での国民の支持率は90％を越え、史上最も成功した大統領と評される。
1997年9月、予定より3ヶ月早くアイルランド大統領を退任し、9月12日に国際連合人権高等弁務官に就任、2002年まで5年にわたって在任した。2004年よりコロンビア大学国際・公共政策大学院の教授を務めている。そして2006年11月6日より同9日にかけてガジャ・マダ大学で開かれたジョグジャカルタ原則議決のための国際会議に参加し、その署名者の一人となった。
2013年3月、潘基文国連事務総長から、コンゴ紛争解決のため、国連特使に任命される。
2009年7月にはバラク・オバマ大統領より大統領自由勲章を受章している。

## 栄誉・受賞
- 1998年 - 4つの自由賞
- 1999年 - エラスムス賞
- 2000年 - インディラ・ガンディー賞
- 2001年 - アルバート・メダル
- 2002年 - ベンジャミン・フランクリン・メダル、シドニー平和賞
- 2003年 - オットー・ハーン平和メダル
- 2006年 - アストゥリアス皇太子賞社会科学部門
- 2024年 - 唐奨法の支配部門